# Bystrzyk Pereza
Bystrzyk Pereza, bystrzyk czerwonoplamy (Hyphessobrycon erythrostigma) – gatunek słodkowodnej ryby z rodziny kąsaczowatych (Characidae). Hodowana w akwariach.

## Występowanie
Ameryka Południowa: dorzecze górnej Amazonki.

## Opis
Samce osiągają długość około 6,1 cm. Wymaga zbiornika o długości minimum 100 cm, z gęstą  obsadą roślin. Bystrzyki czerwonoplame najlepiej czują się w stadach minimum 5 sztuk.